# Observação da Terra
Observação da Terra é a coleta de informações sobre os sistemas físico, químico e biológico da Terra via tecnologias de sensoriamento remoto, especialmente com satélites, complementadas por técnicas de levantamento em campo (in situ ou in loco), abrangendo a coleta, análise e apresentação de dados.